# طارق سليمان الرومي
طارق سليمان الرومي (مواليد 1954) اقتصادي كويتي، وزير النفط منذ 29 أكتوبر 2024.

## عن حياته
ولد في سنة 1954 وحاصل على شهادة البكالوريوس في المحاسبة من جامعة الكويت. 
شغل سابقاً عدة مناصب في مؤسسة البترول الكويتية منها عضو منتدب للتدقيق الداخلي ومساعد تنفيذي للعضو المنتدب للتدقيق الداخلي ومدير التدقيق الداخلي ورئيس التدقيق الداخلي ومدير داخلي أول.
وكما عمل سابقاً في شركة نفط الكويت خلال الفترة 28 يونيو 1976 حتى 30 يونيو 1984 وشغل مناصب عدة فيها منها مدقق داخلي أول ومدقق داخلي تحت التطوير وعضوية مجالس الإدارات.
شغل سابقاً عدد من المناصب وهي رئيس مجلس إدارة شركة ناقلات النفط الكويتية ونائب رئيس مجلس إدارة الشركة الكويتية للحفريات إلى جانب رئيس إتحاد الجمعيات التعاونية الاستهلاكية وعضو مجلس إدارة جمعية الدعية التعاونية وعضو مجلس إدارة جمعية الظهر التعاونية ومستشار التدقيق الداخلي للهيئة العامة الخيرية الإسلامية العالمية وعضو الجمعية العمومية.
وعمل سابقاً في العديد من اللجان منها منصب رئيس لجنة التعويضات في القطاع النفطي لتقييم الخسائر الناجمة عن الغزو العراقي الغاشم ورئيس لجنة التحقيق في تهريب الديزل وعضو في لجان المشتريات والعقود في القطاع النفطي وعضو في لجان التحقيق ورئيس صندوق رعاية أسر المفقودين الأسرى والمفقودين أحد لجان اللجنة الوطنية لشؤون الأسرى والمفقودين
وكما كان عضواً في فريق تعديل التركيبة السكانية المشكلة بقرار رقم (1072/رابعاً) الصادر من مجلس الوزراء في 31 أغسطس 2020 وحضر العديد من المؤتمرات والدورات التدريبية المهنية والإشرافية والإدارية والقيادية.
في 29 أكتوبر 2024 صدر مرسوماً بتعديل وزاري حيث عًين وزيراً للنفط. 